# خانه حاج عباس بهمدی
خانه حاج عباس بهمدی مربوط به دوره پهلوی اول است و در شهرستان خوسف، روستای نوغاب واقع شده و این اثر در تاریخ ۲۵ اسفند ۱۳۷۹ با شمارهٔ ثبت ۳۴۴۴ به‌عنوان یکی از آثار ملی ایران به ثبت رسیده است.